# 霍羅希夫 (日托米爾州)

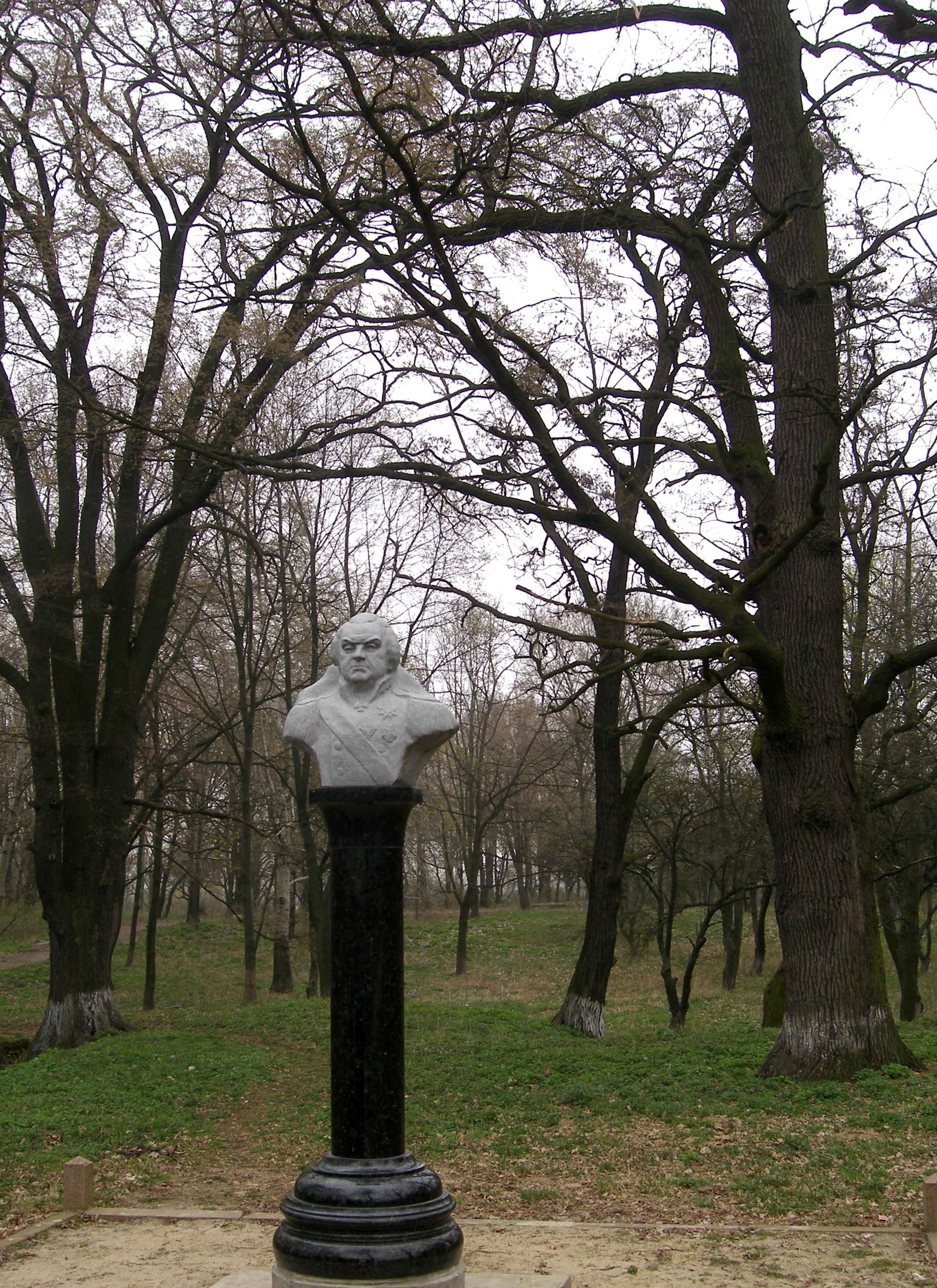

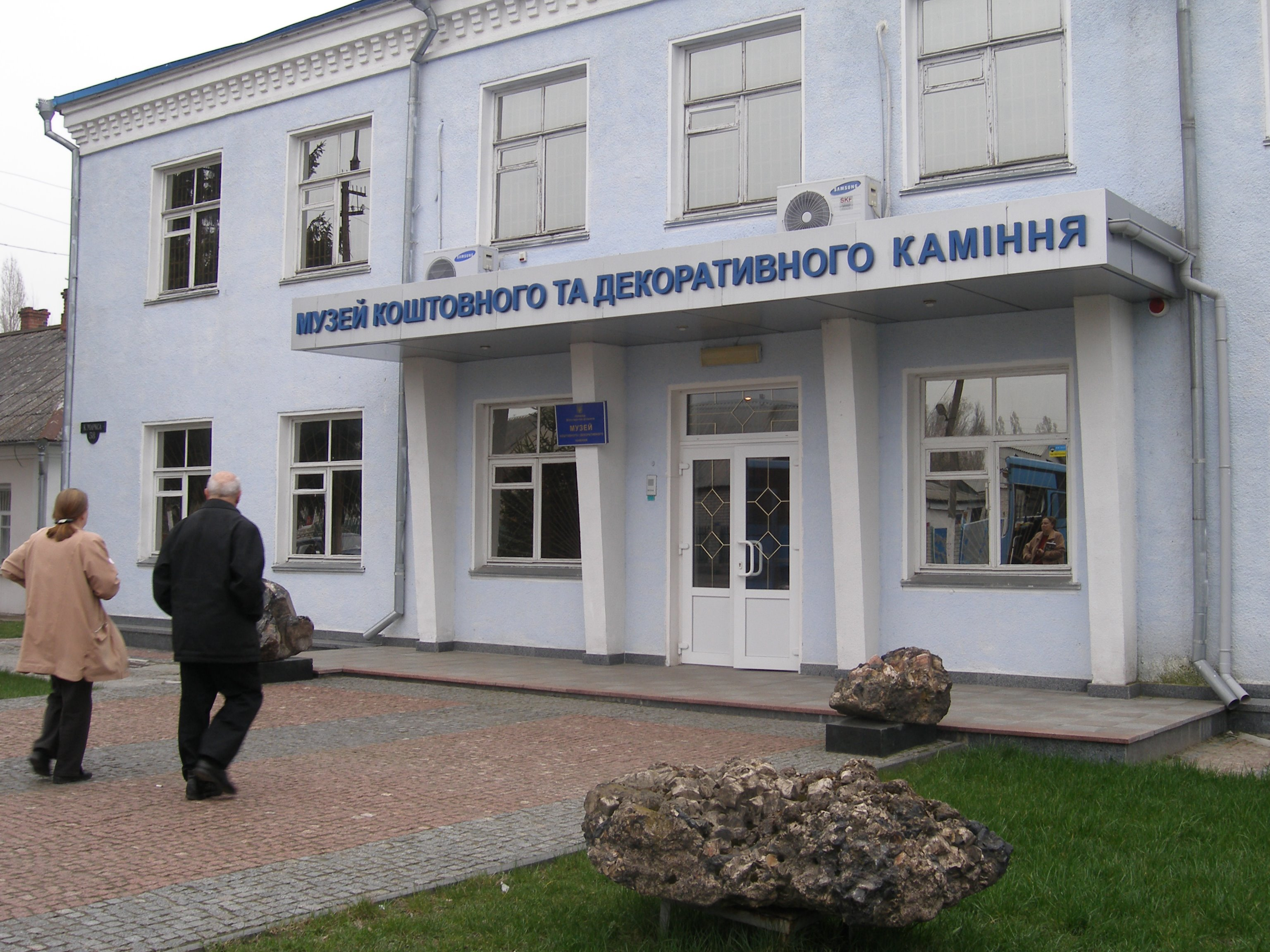

霍罗希夫（羅馬化：Khoroshiv），2016年之前名为沃洛達爾斯克-沃伦斯基，是烏克蘭日托米爾州日托米爾區霍罗希夫市镇内的市級鎮及其行政中心。始建於1545年，面積83.28平方公里，海拔高度208米，2012年人口7,880，人口密度每平方公里94.6人。